# Gerd Kische
Gerd Kische (* 23. Oktober 1951 in Teterow) ist ein ehemaliger deutscher Fußballspieler. Er spielte in der DDR-Oberliga für Hansa Rostock. Er ist 63-facher DDR-Nationalspieler und gewann mit der DDR-Olympiaauswahl 1976 die Goldmedaille.

## Fußballlaufbahn

### Jugend
Kische wuchs in seiner Geburtsstadt Teterow in Mecklenburg mit sieben Geschwistern auf. Sowohl sein Vater als auch sein Onkel waren Fußballspieler, und so schlug auch Gerd Kische die Fußballlaufbahn ein. Er spielte zuerst in der Kindermannschaft der BSG Einheit Teterow, 1960 wechselte zum Fußball-Leistungszentrum des DDR-Bezirkes Neubrandenburg, der BSG Turbine Neubrandenburg. Dessen Fußballsektion wurde zwei Jahre später in den neu gegründeten SC Neubrandenburg überführt. In Neubrandenburg spielte Kische in den üblichen Nachwuchsmannschaften. 1966 erfuhr die Neubrandenburger Fußballsektion einen erneuten Wechsel zur BSG Post Neubrandenburg. Im Juniorenalter wurde er 1969 in den Kader der DDR-Juniorennationalmannschaft aufgenommen. Zwischen 1969 und 1970 bestritt er mit der Juniorenauswahl 19 Länderspiele. Am 25. Mai 1970 stand er als Mittelfeldspieler in der Juniorenauswahl, die nach einem 1:1 gegen die Niederlande und Losentscheid das UEFA-Jugendturnier gewann und damit inoffizieller Junioreneuropameister wurde.

### Hansa Rostock
Im Sommer 1970 delegierte die BSG Post Neubrandenburg Kische, der bereits mit der Männermannschaft in der zweitklassigen DDR-Liga gespielt hatte, zum Fußballschwerpunkt des DDR-Nordens, dem Oberligisten Hansa Rostock. Er wurde zur Saison 1970/71 sofort für das Aufgebot der Oberligamannschaft nominiert. Er kam von Saisonbeginn zum Einsatz, sein erstes Oberligaspiel war am 23. August 1970 die Partie Hansa Rostock – Wismut Aue (0:1), in der als Mittelfeldspieler eingesetzt wurde. Im Laufe dieser Spielzeit, in der der 1,77 m große Kische 20 Oberligapunktspiele bestritt, wurde er von Trainer Horst Saß in die Abwehrreihe zurückgenommen. Von der Saison 1971/72 an war Kische für die nächsten Jahre Stammspieler auf der rechten Abwehrseite. Neben seinem fußballerischen Talent kam ihm vor allem seine Laufschnelligkeit zugute, er lief die 100 Meter in 10,7 Sekunden.
Während seiner Zeit bei Hansa Rostock musste er mit seiner Mannschaft dreimal in den Jahren 1975, 1977 und 1979 in die DDR-Liga absteigen. In dieser Zeit war er bereits Nationalspieler, konnte aber trotz anderer Gepflogenheiten gegenüber dem DDR-Fußballverband durchsetzen, dass er auch als Zweitligaspieler in der Nationalmannschaft blieb. In den drei DDR-Liga-Spielzeiten bestritt er insgesamt 66 der 90 Punkt- und Aufstiegsspiele und sorgte damit für den jeweils sofortigen Wiederaufstieg.
Da Kische von langwierigen Verletzungen verschont blieb, konnte er bis zum Ende seiner Hansa-Laufbahn seinen Status als Stammspieler behaupten. Die Spielzeit 1980/81 war Kisches letzte Oberligasaison. Nach anfänglichen Experimenten von Trainer Harry Nippert mit unterschiedlichen Positionen setzte sich der 30-Jährige Kische erneut als rechter Verteidiger durch. Im Laufe der Saison kam es in Kisches Ehe zu Turbulenzen, die in der Scheidung von seiner Frau, der ehemaligen Leichtathletin Barbara Wieck, endeten. Er hatte sie während eines Streits geohrfeigt, nachdem sie ihn zuvor beleidigt hatte. Der Spiegel meldete im Oktober 1981 fälschlicherweise, Kische sei gegenüber einem Sportfunktionär tätlich geworden. Dies nahm der DDR-Fußballverband zum Anlass, den unbequemen Spieler, der sich zudem auch der Mitarbeit bei der DDR-Staatssicherheit verweigerte, zunächst für die Nationalmannschaft zu sperren und danach Hansa zu veranlassen, Kische zum Wechsel zu bewegen. Sein letztes Spiel in der Oberliga bestritt Kische am letzten Spieltag der Saison 1980/81, dem 30. Mai 1981. In der Begegnung Hansa Rostock – Sachsenring Zwickau (1:3) erzielte Kische noch einmal als rechter Verteidiger spielend in der 90. Minute mit einem Strafstoß den Rostocker Ehrentreffer und zugleich auch sein letztes Oberligator. In den zwölf Hansa-Jahren war Kische in 182 Oberligaspielen eingesetzt worden, in denen er als defensiver Spieler elf Tore erzielt hatte. Außerdem war er in 32 DDR-Pokalspielen eingesetzt worden und kam dort dreimal zum Torerfolg.

### Nationalspieler
Nachdem Kische bereits 1970 ein Länderspiel mit der Nachwuchsnationalmannschaft absolviert hatte, wurde er am 18. September 1971 in Leipzig gegen Mexiko (1:1) zum ersten Mal in der A-Nationalmannschaft eingesetzt. Auch in diesem Spiel agierte er auf seiner Standardposition als rechter Verteidiger. Auch in der Nationalmannschaft eroberte er sich sofort einen Stammplatz. Trotz einiger Ausfälle in den Jahren 1972 und 1973 gehörte Kische zum Aufgebot für die Weltmeisterschaft 1974 in der Bundesrepublik und wurde in allen sechs WM-Spielen eingesetzt, so war er auch beim überraschenden 1:0-Sieg der DDR-Auswahl über das bundesdeutsche Team dabei. Seinen Gegenspieler Heinz Flohe beherrschte er dabei nach Belieben.
Seinen größten internationalen Erfolg erreichte Kische mit der DDR-Olympiaauswahl. Zu deren Kader gehörte er bereits 1971 und bestritt zwei Qualifikationsspiele. Wegen eines Zehenbruchs konnte er aber nicht am olympischen Fußballturnier 1972 teilnehmen. 1975 gehörte er erneut zum Olympiaaufgebot. Er war bei fünf der sechs Qualifikationsspiele dabei und wurde auch für das Endrundenturnier 1976 in Kanada nominiert. Dort bestritt er alle fünf Spiele und stand am 31. Juli 1976 in Montreal im Finale gegen Polen. Mit Kische als rechtem Verteidiger gewann die DDR nach einem 3:1-Sieg gegen Polen die olympische Goldmedaille. Für diesen Erfolg wurde er mit dem Vaterländischen Verdienstorden in Silber ausgezeichnet. Von 1971 bis 1976 bestritt Kische für die Olympiaauswahl insgesamt zwölf offizielle Länderspiele. In dieser Zeit führte ihn die Stasi als inoffiziellen Mitarbeiter unter dem Pseudonym "IM Neesken", beendete die Zusammenarbeit jedoch auf Grund von Unzuverlässigkeit im Sinne ihres geheimdienstlichen Interesses.
Sein 50. Länderspiel absolvierte Kische am 15. November 1978 in der Begegnung Niederlande – DDR (3:0). Dieses Spiel verlief für ihn denkwürdig, denn bereits in der 8. Spielminute leitete er mit einem Eigentor die 0:3-Niederlage der DDR ein. Es war das erste Eigentor in der Geschichte der DDR-Nationalmannschaft. Sein 63. und letztes Länderspiel fand am 19. November 1980 statt. In Halle siegte die DDR-Mannschaft mit ihrem Rechtsverteidiger Kische mit 2:0 über Ungarn. Nach FIFA-Lesart sind für Kische 59 Länderspiele notiert.
Neben den Spielen mit der A-Nationalmannschaft bestritt Kische zwischen 1970 und 1974 fünf Spiele mit der Nachwuchsnationalmannschaft. Mit ihr wurde Kische 1974 Vizenachwuchseuropameister.

### Karriere-Ende
Nach dem unfreiwilligen Ende der Laufbahn bei Hansa Rostock meldete die DDR-Sportzeitung Deutsches Sportecho in ihrer Saison-Sonderausgabe 1981/82, Kische habe seine leistungssportliche Laufbahn beendet. Tatsächlich war vorgesehen gewesen, Kische zu seiner ehemaligen Sportgemeinschaft Post Neubrandenburg zurück zu delegieren. Dies lehnten die Neubrandenburger jedoch ab und so schloss sich Kische im Herbst 1981 dem DDR-Ligisten TSG Bau Rostock an. Dort kam er jedoch in der Premierensaison zunächst nur unregelmäßig zum Einsatz, weil er im November des Jahres zu einem vierteljährigen Militärdienst nach Stahnsdorf eingezogen wurde. In den Spielzeiten 1981/82 und 1982/83 absolvierte Kische 36 von 44 möglichen Partien für Bau Rostock in der zweithöchsten Spielklasse. Im Sommer 1983 wurde dann doch der Wechsel zu Post Neubrandenburg möglich, wo er noch ein Jahr lang in der DDR-Liga spielte. Nach einem Jahr nahm Kische im Frühjahr 1984 endgültig Abschied vom aktiven Fußballsport.

## Erfolge
- 1970 Junioreneuropameister (inoffiziell)
- 1974 Vizeeuropameister der Nachwuchsnationalmannschaften
- 1974 Teilnahme an der Fußball-Weltmeisterschaft 1974
- 1976 olympische Goldmedaille in Montreal
- 1976, 1978 und 1980 Oberliga-Aufstieg als Meister der DDR-Liga

## Nach dem aktiven Fußballsport
Nach dem Ende seiner Laufbahn als Fußballspieler ließ sich Kische wieder in Rostock nieder. Noch während seiner aktiven Zeit hatte er das Diplom eines Ingenieurökonomen erworben, das ihm ermöglichte, beim Rostocker Wohnungsbaukombinat als Abteilungsleiter zu arbeiten. Später wechselte er als Ökonomiedirektor zum Kombinat Tief- und Verkehrsbau. 1990 hatte Kische zunächst für eine Hamburger Baufirma, dann für die Rostocker Zweigstelle der Heidelberger Zementwerke gearbeitet. 1992 wurde er Geschäftsführer einer Baufirma, mit der er jedoch 2007 in die Insolvenz ging.
Als nach der politischen Wende von 1989 Hansa Rostock frei von politischen Einflüssen in einen eingetragenen Verein umgewandelt wurde, kehrte Kische zu diesem zurück. Im Februar 1991 wurde er zum Vizepräsidenten, im Juli 1991 zum Präsidenten des Vereins gewählt. In der folgenden Spielzeit 1991/92 stieg Hansa aber aus der Bundesliga ab, nachdem sich Kische zuvor mit Trainer Uwe Reinders überworfen und diesen schließlich im März 1992 fristlos entlassen hatte. Im September 1993 gab Kische das Präsidentenamt auf, nachdem der Verein in der Vorsaison in eine finanzielle Krise geraten war, blieb aber anschließend bis März 1995 als Manager bei Hansa. In dieser Funktion verpflichtete er 1994 unter anderem die Spieler Matthias Breitkreutz und Stefan Beinlich, womit er den Grundstein zum Wiederaufstieg Hansas in der Spielzeit 1994/95 legte. Im Mai 1995 übernahm er den Managerposten beim damaligen Regionalligisten 1. FC Union Berlin, blieb dort aber nur für drei Monate. Ebenfalls nur kurz, vom Juli bis zum Oktober 2000, war Kische Manager beim Oberligaaufsteiger FC Anker Wismar. Im Juli 2009 übernahm Kische eine Beratertätigkeit für die Verbandsligamannschaft des Rostocker FC.